# Кашперовка (Барановский район)
Ка́шперовка (укр. Кашперівка) — село на Украине, основано в 1605 году, находится в Барановском районе Житомирской области.
Код КОАТУУ — 1820683001. Население по переписи 2015 года составляет 4500 человек. Почтовый индекс — 12741. Телефонный код — 4144. Занимает площадь 32,288 км².

## Местный совет
Кашперовка — административный центр Кашперовского сельского совета.
Адрес местного совета: 12741, Житомирская область, Барановский р-н, с. Кашперовка, ул. Ленина, 48.

## Население
| 2001 |
| ---- |
| 1052 |

## Известные уроженцы, жители
- Рачкова, Мария Фёдоровна (род. 1945) — украинская советская деятельница, трактористка совхоза имени Петровского Березанского района Николаевской области. Депутат Верховного Совета СССР 11-го созыва.

## Инфраструктура
Личное подсобное хозяйство с зоной сельскохозяйственного использования, индивидуальная застройка усадебного типа.
Основа экономики — сельское хозяйство.

## Транспорт
Остановка общественного транспорта «Кашперовка». 